# 中国钱币大辞典
《中国钱币大辞典》，一部中国钱币学专业的多卷本辞书，由《中国钱币大辞典》编纂委员会编纂，自1995年开始由中华书局陆续分卷出版，至2016年7月，共计17卷19本已出版，6卷8本在编。

## 历史
1985年10月30日至11月2日，中国钱币学会在上海召开第二届年会。年会上，中国钱币学会副理事长千家驹曾提到，丁福保的《古錢大辭典》已经太老了，为普及钱币知识，应编印钱币辞典，“河南省有此计划，我大力支持”。
1986年，中国人民银行、中国钱币学会委托原河南省人民银行、河南省钱币学会牵头联系中国全国钱币学专家学者和钱币收藏家，成立《中国钱币大辞典》编纂委员会。《中国钱币大辞典》被列入河南省社会科学“七五”规划重点项目。1986年当年，编纂委员会在河南省洛阳市召开第二次会议，根据会后的报道，千家驹任总编辑，河南省钱币学会会长赵会元任副总编辑，计划《中国钱币大辞典》共分为9编，会议预计当年出版2编，5年内出版完成。根据书中的《出版说明》，除先秦编之外，《中国钱币大辞典》还将包括秦汉、魏晋南北朝隋、唐五代十国、宋辽西夏金、元明清、民国、泉人著述、考古和附录等编。
1995年12月，《中国钱币大辞典》的第一编《先秦编》由中华书局出版，此后各卷也皆由中华书局出版。12月26日，《中国钱币大辞典》首编发行座谈会在北京举行。《先秦编》收入的钱币图片和资料截至1990年底之前，共收录条目974个，拓片（或图片）1500余张。《先秦编》一书在货币文字释读，以及选材、辨伪等方面存在一些疏误。很多学者曾发文质疑，如朱安祥的《方足布考辨三则》，吴良宝的《〈中国钱币大辞典·先秦编〉读后记》等。
1998年12月，第二编《秦汉编》出版，该编从1986年4月开始组织编写，收录有秦汉400余年间铸造发行的各种货币，以及战国时期的秦国半两钱和汉朝西域的汉佉二体钱，共有条目973个，图片4748张。
由于篇幅原因，《民国编》被分为民国金属币、民国纸币和革命根据地货币三编，分出的《革命根据地编》单独于2001年6月出版，共有条目1652个，图片1741张。由于正值中国共产党成立八十周年，奈翁称其出版是“向党的八十华诞献礼”。由于该编收录的货币实物多为纸币，为准确反映纸币的颜色和图案，该编全部采用彩色印刷。
2003年1月，《魏晋南北朝隋编》和《唐五代十国编》合为一册出版，共有条目2157个，图片2601张。2005年12月，《宋辽西夏金编》分《北宋卷》《南宋卷》《辽西夏金卷》三卷出版，共有条目5257个，图片7541张。其中：《北宋卷》条目2404条，钱图4102幅；《南宋卷》条目1746条，钱图2418幅；《辽西夏金卷》条目1107条，钱图1021幅。郑仁甲评介《宋辽西夏金编》称其是第一部“全面反映这一时期（宋代）货币全貌的图书”。
2008年12月，《清编·铜元卷》出版，该卷由苏州市钱币学会负责编写。
2015年1月，《民国编·县乡纸币卷》出版，该编2006年立项，编写历时近十年。共收录辞条3587条，图片4148张。申玉山称誉该书为中国民国县乡纸币领域的“开创性的扛鼎之作”。
2016年7月12日，中国钱币学会、中国人民银行郑州中心支行在北京联合召开《中国钱币大辞典》编纂工作座谈会。其时，《中国钱币大辞典》已出版17卷19本，6卷8本在编。

## 出版信息
| 书籍名称                                    | 出版时间 | 页数 | ISBN          | 备注   |
| ------------------------------------------- | -------- | ---- | ------------- | ------ |
| 中国钱币大辞典·先秦编                       | 1995-12  | 697  | 9787101012415 | [ 6 ]  |
| 中国钱币大辞典·秦汉编                       | 1998-09  | 760  | 9787101014280 | [ 22 ] |
| 中国钱币大辞典·魏晋南北朝隋编、唐五代十国编 | 2003-01  | 779  | 9787101031447 | [ 15 ] |
| 中国钱币大辞典·宋辽西夏金编·北宋卷          | 2005-12  | 786  | 9787101037111 | [ 16 ] |
| 中国钱币大辞典·宋辽西夏金编·南宋卷          | 2005-12  | 540  | 9787101037326 | [ 23 ] |
| 中国钱币大辞典·宋辽西夏金编·辽西夏金卷      | 2005-12  | 484  | 9787101033021 | [ 24 ] |
| 中国钱币大辞典·元明编                       | 2012-02  | 484  | 9787101082425 | [ 25 ] |
| 中国钱币大辞典·清编·铜元卷                  | 2008-12  | 384  | 9787101062960 | [ 26 ] |
| 中国钱币大辞典·民国编·国家纸币卷            | 2007-12  | 614  | 9787101058154 | [ 27 ] |
| 中国钱币大辞典·民国编·铜元卷                | 2009-11  | 278  | 9787101068467 | [ 28 ] |
| 中国钱币大辞典·民国编·省市纸币卷            | 2011-01  | 657  | 9787101076028 | [ 29 ] |
| 中国钱币大辞典·民国编·金银币卷              | 2011-04  | 373  | 9787101077988 | [ 30 ] |
| 中国钱币大辞典·民国编·县乡纸币卷            | 2015-01  | 1552 | 9787101104325 | [ 31 ] |
| 中国钱币大辞典·民国编·商业银行纸币卷        | 2018-05  | 478  | 9787101131116 | [ 32 ] |
| 中国钱币大辞典·革命根据地编                 | 2001-06  | 1020 | 9787101027778 | [ 13 ] |
| 中国钱币大辞典·压胜钱编                     | 2013-01  | 995  | 9787101085310 | [ 33 ] |
| 中国钱币大辞典·考古资料编                   | 2006-12  | 1014 | 9787101053579 | [ 34 ] |
| 中国钱币大辞典·泉人著述编                   | 2007-05  | 386  | 9787101032086 | [ 35 ] |

## 编纂人员
《中国钱币大辞典》编纂委员会委员、编辑部成员，以及各编/卷的撰稿人、编辑未列入表中。
| 出版年份 | 编/卷                         | 编纂委员会 | 编纂委员会                                      | 编纂委员会               | 编纂委员会 | 编纂委员会 | 编纂委员会 | 编纂委员会               | 本编/卷  | 本编/卷        | 本编/卷                | 备注   |
| 出版年份 | 编/卷                         | 主任       | 副主任                                          | 顾问                     | 秘书长     | 名誉总编   | 总编       | 副总编                   | 名誉主编 | 主编           | 副主编                 | 备注   |
| -------- | ----------------------------- | ---------- | ----------------------------------------------- | ------------------------ | ---------- | ---------- | ---------- | ------------------------ | -------- | -------------- | ---------------------- | ------ |
| 1995年   | 先秦编                        | 李葆华     | 贾灿宇、赵会元、戴志强                          | 耿道明                   | 不適用     | 不適用     | 赵会元     | 谭忠善、 戴志强、 赵宁夫 | 不適用   | 朱活           | 蔡运章、史永士、梁晓景 | [ 6 ]  |
| 1998年   | 秦汉编                        | 李葆华     | 贾灿宇、赵会元、裴群国、 戴志强、车迎新         | 耿道明                   | 不適用     | 不適用     | 赵会元     | 谭忠善、 戴志强、 赵宁夫 | 不適用   | 蒋若是         | 巩呈祥、刘森、沈仲常   | [ 22 ] |
| 2001年   | 革命根据地编                  | 李葆华     | 赵会元（常务）、戴志强、 白世春、杨子强         | 不適用                   | 胡国瑞     | 史纪良     | 赵会元     | 戴志强、 赵宁夫、 胡国瑞 | 不適用   | 吴筹中、金诚   | 不適用                 | [ 13 ] |
| 2003年   | 魏晋南北朝隋编、 唐五代十国编 | 李葆华     | 赵会元（常务）、戴志强、 白世春、杨子强         | 不適用                   | 胡国瑞     | 史纪良     | 赵会元     | 戴志强、 赵宁夫、 胡国瑞 | 不適用   |                |                        | [ 15 ] |
| 2005年   | 宋辽西夏金编                  | 李葆华     | 赵会元（常务）、戴志强、 杨子强、计承江         | 不適用                   | 胡国瑞     | 史纪良     | 赵会元     | 戴志强、 赵宁夫、 胡国瑞 | 唐石父   | 赵会元         | 阎福善、刘森、白秦川   | [ 16 ] |
| 2006年   | 考古资料编                    | 马德伦     | 叶英男、庞则义、黄锡全、 戴志强、杨子强、计承江 | 赵会元、 赵宁夫、 胡国瑞 | 不適用     | 不適用     | 计承江     | 戴志强、 原敬、 刘森     | 不適用   | 王雪农         | 程永建、霍宏伟         | [ 34 ] |
| 2007年   | 泉人著述编                    | 马德伦     | 叶英男、庞则义、黄锡全、 戴志强、杨子强、计承江 | 赵会元、 赵宁夫、 胡国瑞 | 不適用     | 不適用     | 计承江     | 戴志强、 原敬、 刘森     | 不適用   | 不適用         | 不適用                 | [ 35 ] |
| 2007年   | 民国编·国家纸币卷             | 马德伦     | 叶英男、庞则义、黄锡全、 戴志强、杨子强、计承江 | 赵会元、 赵宁夫、 胡国瑞 | 不適用     | 不適用     | 计承江     | 戴志强、 原敬、 刘森     | 不適用   |                |                        |        |
| 2008年   | 清编·铜元卷                   | 马德伦     | 叶英男、庞则义、黄锡全、 戴志强、杨子强、计承江 | 赵会元、 赵宁夫、 胡国瑞 | 不適用     | 不適用     | 计承江     | 戴志强、 原敬、 刘森     | 不適用   | 段洪刚、邹志谅 | 张瑞琤、吴铁城         | [ 26 ] |
| 2009年   | 民国编·铜元卷                 | 马德伦     | 叶英男、庞则义、黄锡全、 戴志强、杨子强、计承江 | 赵会元、 赵宁夫、 胡国瑞 | 不適用     | 不適用     | 计承江     | 戴志强、 原敬、 刘森     | 不適用   | 段洪刚         | 李建清、金琪           | [ 28 ] |